# 보물찾기 (텔레비전 프로그램)
《보물찾기》는 대한민국의 TVING 오리지널 예능 프로그램이다.

## 기획 의도
숨겨진 현금 5억원을 찾는 어른들의 현실판 보물찾기

## 등급
1화에는 15세 이상 관람가이었으나, 2화부터 12세 이상 관람가로 하향 조정되었다.

## 스트리밍 일정
| 스트리밍 | 기간                              | 업로드 본방송 시간   | 비고 |
| -------- | --------------------------------- | -------------------- | ---- |
| TVING    | 2022년 12월 2일 ~ 2023년 1월 20일 | 매주 금요일 오후 4시 |      |

## 플레이어
- 강대형 - PD
- 강승민 - 대학원생
- 강한 - 봅슬레이 선수
- 교주 - 크리에이터
- 김스테파니헤리 - 인플루언서
- 김유정국 - 마술사
- 김정균 - 피트니스 모델
- 김태용 - 사업가
- 나가이 마오 - 모델
- 덕자 - 크리에이터
- 맹민호 - 설비 엔지니어
- 바이퍼 - 종합격투기 선수
- 송영재 - 종합격투기 선수
- 오현민 - 방송인
- 유비 - BJ
- 윤수빈 - 아나운서
- 이하니 - 모델
- 임현서 - 변호사
- 장지수 - 크리에이터
- 전국진 - 크리에이터
- 조니 쿼니 - 래퍼
- 챔보 - 前 회계사
- 최용준 - 前 특전사
- 최유솔 - 모델

## 에피소드 목록

### 2022년
| 회차 | 방송 일시 | 부제      | 러닝 타임 | 비고 |
| ---- | --------- | --------- | --------- | ---- |
| 1회  | 12월 2일  | DAY 1. 24 | 95분      |      |
| 2회  | 12월 9일  | DAY 1. 24 | 94분      |      |
| 3회  | 12월 16일 | DAY 2. 16 | 74분      |      |
| 4회  | 12월 23일 | DAY 2. 16 | 69분      |      |
| 5회  | 12월 30일 | DAY 2. 16 | 90분      |      |

### 2023년
| 회차 | 방송 일시 | 부제      | 러닝 타임 | 비고 |
| ---- | --------- | --------- | --------- | ---- |
| 6회  | 1월 6일   | DAY 3. 12 | 82분      |      |
| 7회  | 1월 13일  | DAY 3. 12 | 107분     |      |
| 8회  | 1월 20일  | DAY 4. 6  | 111분     |      |

## 스테이지

### 1일차
- 산수별장
- 만나오락실
  - [1]비밀 환전소
  - [2]비밀 도박장
- 해어수산
  - A구역 - ?
  - B구역 - 보이스 피싱룸
  - C구역 - 냉동창고[3] - 냉동고
- 해어식품
  - 탈의실[4]
    - [4]비밀아자트

  - 사무실
  - 탕비실

### 2일차
- 어왕낚시터
  - 좌대
    - 민들레 좌대 - 문 열림
      - 달력, 잡지, 아날로그 시계

    - 장미 좌대 - 문 열림
    - 수선화 좌대 - 문 열림
      - 루어 거치대, 루어 대칭 36개

    - 동백 좌대 - 문 잠겼음[5]
      - 액자 4개, 혈흔 발견

  - 부표
    - 빨강 - 파랑 - 파랑 - 노랑 - 빨강 - 보라 - 노랑 - 연두 - 빨강 - 연두 - 빨강 - 빨강
- 명종합병원
  - 5층 501호 허준상 진료실
  - 5층 502~510호 알수 없는 방
  - 5층 간호사실
  - 5층 포스터 벽면[6]
  - 2층 수술실
  - 2층 영안실
    - 2층 비밀 공간

  - 1층 응급실
  - 1층 상담실[7][8]
  - 1층 분석실[9]
    - 1층[10]세탁실[11]

  - 지하 1층 엘리베이터
  - 지하 1층 비밀 수술실, 철창살
  - 지하 1층 기계실[12][13]

### 3일차
- A구역
  - 김스테파니헤리 팀 : 검은색 큐브 B-23
  - 김태용 팀 : 검은색큐브 B-24
  - 임현서 팀 : 흰색 큐브 C-15
  - 장지수 팀 : 흰색 큐브 C-16

- B구역
  - B-23 : 컨베이어 벨트[14]
  - B-24 : 컨베이어 벨트[15]
    - 숫자 전선 결과[16][17]
    - 공구함 : 없음[18]
      - 김스테파니헤리 팀 : 검은색 큐브 F-58
      - 김태용 팀 : 검은색큐브 F-58, 0629, D-0

- C구역
  - C-15 : 발전기[19]
  - C-16 : 발전기[20]
    - 장지수 팀 : 흰색 큐브 D-07

- E구역
  - E-40[21][22]

- F구역
  - F-58[23][24][25]
    - 김스테파니헤리 팀 : 검은색 큐브 F-58
    - 김태용 팀 : 검은색큐브 F-58, 0629, D-07

- D구역

| ₩30,000,000 | ₩2,500,000  | ₩15,000,000 | ₩1,000,000 | ₩800,000    | ₩1,300,000  | 장지수 팀 김태용 팀 - 원 단위에 원화(₩)를 표시된다. |
| ₩100,000    | ₩0          | ₩4,000,000  | ₩2,000,000 | ₩5,500,000  | ₩3,000,000  | 장지수 팀 김태용 팀 - 원 단위에 원화(₩)를 표시된다. |
| ₩3,000,000  | ₩10,000,000 | ₩90,000     | ₩500,000   | ₩20,000,000 | ₩5,000,000  | 장지수 팀 김태용 팀 - 원 단위에 원화(₩)를 표시된다. |
| ₩0          | ₩2,000,000  | ₩0          | ₩800,000   | ₩3,000,000  | ₩10,000,000 | 장지수 팀 김태용 팀 - 원 단위에 원화(₩)를 표시된다. |
| ₩1,000,000  | ₩20,000,000 | ₩5,000,000  | ₩90,000    | ₩0          | ₩10,000     | 장지수 팀 김태용 팀 - 원 단위에 원화(₩)를 표시된다. |
| ₩800,000    | ₩500,000    | ₩10,000     | ₩2,000,000 | ₩0          | ₩1,000,000  | 장지수 팀 김태용 팀 - 원 단위에 원화(₩)를 표시된다. |

### 4일차

#### 첫번째 단계
- 폐차장
  - 김태용 팀: 부품창고 → 프레스 차량 주행 불가능 → 컨트롤러[27][28]
  - 장지수 팀: 부품창고 → 차량 흔적[29] → ?[30]
  - 김태용 팀: 비상용차량
  - 장지수 팀: 비상용차량 4289
- 컨테이너 야적장
  - 김태용 팀: 컨테이너 (벌 그림)[31] → 컨테이너 (거미 그림)[32][33]
  - 장지수 팀: 컨테이너 (거북 그림)[34] → 컨테이너 (박쥐 그림)[35][36]

#### 두번째 단계
- 진두 선착장
- 방해 세력의 본거지 (주황색 지붕)
  - 저택[37]
    - 비밀공간
- 별장
  -     - A방 침실, 송영재
    - B방 침실, 김태용[38]
    - C방 주방, 맹민호[39]
- 양식장[40]

#### 세번째 단계
- 별장
  - 양식장[41]

## 팀별 구성

### 1일차
- 오현민 팀 : 조니 쿼니, 바이퍼, 오현민, 김정균
- 전국진 팀 : 전국진, 강승민, 유비, 윤수빈
- 임현서 팀 : 맹민호, 김태용, 강대형, 임현서
- 장지수 팀 : 최용준, 장지수, 챔보, 김스테파니헤리
- 교주 팀 : 강한, 김유정국, 교주, 이하니
- 덕자 팀 : 덕자, 송영재, 최유솔, 나가이 마오

### 2일차
- 교주 팀 : 강한, 김유정국, 교주, 이하니
- 덕자 팀 : 덕자, 송영재, 최유솔, 나가이 마오
- 임현서 팀 : 맹민호, 김태용, 강대형, 임현서
- 장지수 팀 : 최용준, 장지수, 챔보, 김스테파니헤리

### 3일차
- 김태용 팀 : 김태용, 송영재, 맹민호
- 임현서 팀 : 임현서, 챔보, 최유솔
- 김스테파니헤리 팀 : 강대형, 김스테파니헤리, 나가이 마오
- 장지수 팀 : 최용준, 장지수, 덕자

### 4일차

#### 1단계
- 김태용 팀 : 김태용, 송영재, 맹민호
- 장지수 팀 : 최용준, 장지수, 덕자

#### 2단계
- 개인전 : 김태용, 송영재, 맹민호

#### 3단계
- 개인전 : 김태용, 맹민호

## 상금 진행 결과
원 단위에 원화(₩)를 표시된다.
|                | 1일차      | 2일차       | 3일차       | 4일차       | 4일차       | 4일차        |
| 1단계          | 1일차      | 2일차       | 3일차       | 2단계       | 3단계       |              |
| -------------- | ---------- | ----------- | ----------- | ----------- | ----------- | ------------ |
| 강태형         | ₩6,000,000 | ₩7,000,000  | ₩7,000,000  | 빈칸        | 빈칸        | 빈칸         |
| 강승민         | ₩0         | 빈칸        | 빈칸        | 빈칸        | 빈칸        | 빈칸         |
| 강한           | ₩5,000,000 | ₩5,000,000  | 빈칸        | 빈칸        | 빈칸        | 빈칸         |
| 교주           | ₩5,000,000 | ₩5,000,000  | 빈칸        | 빈칸        | 빈칸        | 빈칸         |
| 김스테파니헤리 | ₩1,000,000 | ₩14,000,000 | ₩14,000,000 | 빈칸        | 빈칸        | 빈칸         |
| 김유정국       | ₩9,000,000 | ₩9,000,000  | 빈칸        | 빈칸        | 빈칸        | 빈칸         |
| 김정균         | ₩0         | 빈칸        | 빈칸        | 빈칸        | 빈칸        | 빈칸         |
| 김태용         | ₩6,000,000 | ₩18,000,000 | ₩53,200,000 | ₩53,200,000 | ₩53,200,000 | ₩53,200,000  |
| 나가이 마오    | ₩1,000,000 | ₩17,500,000 | ₩17,500,000 | 빈칸        | 빈칸        | 빈칸         |
| 덕자           | ₩6,330,000 | ₩7,330,000  | ₩22,620,000 | ₩22,620,000 | 빈칸        | 빈칸         |
| 맹민호         | ₩7,000,000 | ₩18,000,000 | ₩52,210,000 | ₩52,210,000 | ₩52,210,000 | ₩202,100,000 |
| 바이퍼         | ₩0         | 빈칸        | 빈칸        | 빈칸        | 빈칸        | 빈칸         |
| 송영재         | ₩6,340,000 | ₩17,590,000 | ₩51,890,000 | ₩51,890,000 | ₩51,890,000 | 빈칸         |
| 오현민         | ₩0         | 빈칸        | 빈칸        | 빈칸        | 빈칸        | 빈칸         |
| 유비           | ₩0         | 빈칸        | 빈칸        | 빈칸        | 빈칸        | 빈칸         |
| 윤수빈         | ₩0         | 빈칸        | 빈칸        | 빈칸        | 빈칸        | 빈칸         |
| 이하니         | ₩1,000,000 | ₩1,000,000  | 빈칸        | 빈칸        | 빈칸        | 빈칸         |
| 임현서         | ₩1,000,000 | ₩17,000,000 | ₩17,000,000 | 빈칸        | 빈칸        | 빈칸         |
| 장지수         | ₩6,000,000 | ₩19,000,000 | ₩34,500,000 | ₩34,500,000 | 빈칸        | 빈칸         |
| 전국진         | ₩0         | 빈칸        | 빈칸        | 빈칸        | 빈칸        | 빈칸         |
| 조니 쿼니      | ₩0         | 빈칸        | 빈칸        | 빈칸        | 빈칸        | 빈칸         |
| 챔보           | ₩6,000,000 | ₩7,000,000  | ₩7,000,000  | 빈칸        | 빈칸        | 빈칸         |
| 최용준         | ₩7,000,000 | ₩20,000,000 | ₩35,500,000 | ₩35,500,000 | 빈칸        | 빈칸         |
| 최유솔         | ₩6,330,000 | ₩17,580,000 | ₩17,580,000 | 빈칸        | 빈칸        | 빈칸         |

## 촬영지
- 산수별장 - 경기도 남양주시 화도읍, 스타힐리조트(구 천마산 스키장)
- 만나오락실 - 경기도 남양주시 퇴계원읍 도제원로 104 지하 건물
- 해어식품, 해어수산 - 경기도 남양주시 평내동 협동공단 부근
- 어왕낚시터 - 경기도 안성시 고삼면 봉산리, 고삼저수지
- 폐차장 - 인천광역시 남동구 논현동 남동서로 291

## 같이 보기
- 제로섬게임
- 더 타임 호텔
- 코드 - 비밀의 방 (JTBC)
- 대탈출 (tvN)
- 추론
- 두뇌